# Coop (Hongrie)
Pour les articles homonymes, voir Coop.
Coop est une chaîne de supermarchés coopératives de la grande distribution de Hongrie, créée en 1979. En 2015, elle est la deuxième plus grande chaîne de commerce de détail du pays et comprend environ 5000 magasins et 32000 employés. 

## Histoire
En 1979, la chaîne coopérative est créée à Budapest comme Skála-Coop.
En 1995, Skála-Coop devient Coop.

## Formules
La chaîne coopérative de Hongrie possède 3 formules différentes :
- Coop abc
- Coop mini, magasins de proximité
- Szuper Coop, supermarchés plus grands

## Slogan
- « Le bon voisin » (A jó szomszéd)

### Autres acteurs de la grande distribution en Hongrie
- Aldi • Lidl • Spar • Tesco
- Liste d'enseignes de la grande distribution en Hongrie